# 萨维尼亚
萨维尼亚（法語：Savigna，法語發音：[saviɲa]）是法国汝拉省的一个旧市镇，属于隆斯勒索涅区。该旧市镇总面积9.96平方公里，2009年时的人口为108人。

## 人口
萨维尼亚人口变化图示